# Mesapamea didyma
Mesapamea didyma là một loài bướm đêm trong họ Noctuidae.